# Israele ai Giochi della XXIX Olimpiade
Israele ha partecipato ai Giochi della XXIX Olimpiade di Pechino, svoltisi dall'8 al 24 agosto 2008, con una delegazione di 43 atleti.

## Medaglie
| Medaglia | Atleta        | Sport | Evento            |
| -------- | ------------- | ----- | ----------------- |
| Bronzo   | Shahar Zubari | Vela  | Windsurf maschile |

## Atletica leggera
| Gara       | Atleta        | Batterie | Batterie | Finale    | Finale |
| Gara       | Atleta        | Tempo    | Pos.     | Tempo     | Pos.   |
| ---------- | ------------- | -------- | -------- | --------- | ------ |
| 3000 siepi | Itai Magidi   | 9'05"02  | 13       |           |        |
| Maratona   | Haile Satayin |          |          | 2h 30'07" | 69     |

| Gara             | Atleta             | Qualificazioni | Qualificazioni | Finale | Finale |
| Gara             | Atleta             | Misura         | Pos.           | Misura | Pos.   |
| ---------------- | ------------------ | -------------- | -------------- | ------ | ------ |
| Salto in alto    | Niki Palli         | 2,20 m         | 21             |        |        |
| Salto con l'asta | Aleksandr Averbukh | 5,45 m         | 28             |        |        |

## Canoa/kayak
| Gara      | Atleta           | Batterie | Batterie | Semifinali | Semifinali | Finale | Finale |
| Gara      | Atleta           | Tempo    | Pos.     | Tempo      | Pos.       | Tempo  | Pos.   |
| --------- | ---------------- | -------- | -------- | ---------- | ---------- | ------ | ------ |
| K1 500 m  | Michael Kolganov | 1'38"396 | 1        | 1'43"145   | 4          |        |        |
| K1 1000 m | Michael Kolganov | 3'38"207 | 5        | 3'43"108   | 8          |        |        |

## Ginnastica

### Ginnastica artistica
| Gara                    | Atleta             | Volteggio | Corpo libero | Cavallo con maniglie | Anelli | Parallele | Sbarra | Trave | Totale | Posizione | Finali       |
| ----------------------- | ------------------ | --------- | ------------ | -------------------- | ------ | --------- | ------ | ----- | ------ | --------- | ------------ |
| Qualificazioni maschili | Alexander Shatilov | 15,600    | 13,825       | 14,075               | 15,575 | 14,500    | 14,225 |       | 87,800 | 29        | corpo libero |

| Gara         | Atleta             | Punteggio | Posizione |
| ------------ | ------------------ | --------- | --------- |
| Corpo libero | Alexander Shatilov | 14,125    | 8         |

### Ginnastica ritmica
| Atleta         | Qualificazioni | Qualificazioni | Qualificazioni | Qualificazioni | Qualificazioni | Qualificazioni | Finale | Finale  | Finale | Finale | Finale | Finale |
| Atleta         | Corda          | Cerchio        | Clavi          | Palla          | Totale         | Pos.           | Corda  | Cerchio | Clavi  | Palla  | Totale | Pos.   |
| -------------- | -------------- | -------------- | -------------- | -------------- | -------------- | -------------- | ------ | ------- | ------ | ------ | ------ | ------ |
| Irina Risenzon | 16,800         | 17,100         | 17,125         | 16,825         | 67,850         | 8              | 17,025 | 16,350  | 16,850 | 16,550 | 66,775 | 9      |
| Neta Rivkin    | 16,50          | 16,825         | 16,450         | 16,100         | 65,875         | 14             |        |         |        |        |        |        |

| Alona Dvornichenko Katerina Pisetsky Maria Savenkov Rachel Vigdorchick Veronika Vitenberg | 15,300 | 16,225 | 31,525 | 7 | 16,050 | 16,050 | 32,100 | 6 |

## Judo
| Gara            | Atleta           | Tabellone principale                             | Tabellone principale               | Tabellone principale | Tabellone principale | Tabellone principale | Ripescaggi                           | Ripescaggi                          | Ripescaggi                             | Ripescaggi                           |
| Gara            | Atleta           | Sedicesimi                                       | Ottavi                             | Quarti               | Semifinali           | Finale               | 1º turno                             | Quarti                              | Semifinali                             | Finale                               |
| --------------- | ---------------- | ------------------------------------------------ | ---------------------------------- | -------------------- | -------------------- | -------------------- | ------------------------------------ | ----------------------------------- | -------------------------------------- | ------------------------------------ |
| 60 kg maschile  | Gal Yekutiel     | Khashbaataryn Tsagaanbaatar (Mongolia) 0001-0000 | Dimitri Dragin (Francia) 0001-1001 |                      |                      |                      | Nestor Khergiani (Georgia) 0001-0000 | Ruslan Kishmakov (Russia) 0001-0000 | Craig Fallon (Gran Bretagna) 0200-0101 | Ruben Houkes (Paesi Bassi) 0000-1012 |
| 100 kg maschile | Ariel Ze'evi     | Frederic Demontfaucon (Francia) 0010-0001        | Henk Grol (Paesi Bassi) 0001-0010  |                      |                      |                      | Luciano Correa (Brasile) 0001-0011   |                                     |                                        |                                      |
| 63 kg femminile | Alice Shlesinger | bye                                              | Lucie Decosse (Francia) 0000-0011  |                      |                      |                      | Urška Žolnir (Slovenia) 0000-1001    |                                     |                                        |                                      |

## Nuoto
| Gara               | Atleta                | Batterie | Batterie | Semifinali | Semifinali | Finale | Finale |
| Gara               | Atleta                | Tempo    | Pos.     | Tempo      | Pos.       | Tempo  | Pos.   |
| ------------------ | --------------------- | -------- | -------- | ---------- | ---------- | ------ | ------ |
| 100 m stile libero | Nimrod Shapira Bar Or | 49"10    | 26       |            |            |        |        |
| 200 m stile libero | Nimrod Shapira Bar Or | 1'47"78  | 15       | 1'48"16    | 15         |        |        |
| 100 m dorso        | Guy Barne'a           | 54"50    | 15       | 54"93      | 16         |        |        |
| 200 m dorso        | Itay Chama            | 2'00"93  | 26       |            |            |        |        |
| 100 m rana         | Tom Be'eri            | 1'02"42  | 42       |            |            |        |        |
| 200 m rana         | Tom Be'eri            | 2'11"44  | 20       |            |            |        |        |
| 100 m farfalla     | Alon Mandel           | 52"99    | 36       |            |            |        |        |
| 200 m farfalla     | Alon Mandel           | 1'59"27  | 28       |            |            |        |        |
| 200 m misti        | Gal Nevo              | 1'59"66  | 12       | 2'00"43    | 13         |        |        |
| 400 m misti        | Gal Nevo              |          |          | 4'14"03    | 11         |        |        |

| Gara               | Atleta           | Batterie | Batterie | Semifinali | Semifinali | Finale | Finale |
| Gara               | Atleta           | Tempo    | Pos.     | Tempo      | Pos.       | Tempo  | Pos.   |
| ------------------ | ---------------- | -------- | -------- | ---------- | ---------- | ------ | ------ |
| 50 m stile libero  | Anya Gostomelsky | 25"23    | 19       |            |            |        |        |
| 100 m stile libero | Anya Gostomelsky | 55"18    | 22       |            |            |        |        |
| 100 m dorso        | Anya Gostomelsky | 1'01"87  | 25       |            |            |        |        |
| 100 m farfalla     | Anya Gostomelsky | 59"50    | 36       |            |            |        |        |

## Nuoto sincronizzato
| Duo | Anastasia Gloushkov Inna Yoffe | 43,583 | 15 | 43,334 | 16 |  |  |  |  |  |  |

## Scherma
| Gara                 | Atleta   | Turno 1 | Sedicesimi                  | Ottavi | Quarti | Semifinali | Finale |
| -------------------- | -------- | ------- | --------------------------- | ------ | ------ | ---------- | ------ |
| Fioretto individuale | Tomer Or | bye     | Josh McGuire (Canada) 10-11 |        |        |            |        |

| Gara                 | Atleta        | Turno 1 | Sedicesimi                           | Ottavi | Quarti | Semifinali | Finale |
| -------------------- | ------------- | ------- | ------------------------------------ | ------ | ------ | ---------- | ------ |
| Fioretto individuale | Delila Hatuel | bye     | Victoria Nikichina (Russia) 9-10     |        |        |            |        |
| Spada individuale    | Noam Mills    | bye     | Laura Flessel-Colovic (Francia) 8-15 |        |        |            |        |

## Taekwondo
| Gara  | Atleta          | Tabellone principale         | Tabellone principale | Tabellone principale | Tabellone principale | Ripescaggi | Ripescaggi |
| Gara  | Atleta          | Ottavi                       | Quarti               | Semifinali           | Finale               | Semifinali | Finale     |
| ----- | --------------- | ---------------------------- | -------------------- | -------------------- | -------------------- | ---------- | ---------- |
| 57 kg | Bat-El Gatterer | Martina Zubčić (Croazia) 3-4 |                      |                      |                      |            |            |

## Tennis
| Gara                | Atleta                      | Trentaduesimi                            | Sedicesimi                                       | Ottavi | Quarti | Semifinali | Finale |
| ------------------- | --------------------------- | ---------------------------------------- | ------------------------------------------------ | ------ | ------ | ---------- | ------ |
| Doppio maschile     | Jonathan Erlich Andy Ram    |                                          | Arnaud Clément Michaël Llodra (Francia) 4-6, 4-6 |        |        |            |        |
| Singolare femminile | Shahar Peer                 | Sorana Cîrstea (Romania) 3-6, 7-5, 0-6   | Vera Zvonarëva (Russia) 3-6, 64-7                |        |        |            |        |
| Singolare femminile | Tzipora Obziler             | Marija Korytceva (Ucraina) 5-7, 7-5, 4-6 |                                                  |        |        |            |        |
| Doppio femminile    | Shahar Peer Tzipora Obziler |                                          | Gisela Dulko Betina Jozami (Argentina) 3-6, 2-6  |        |        |            |        |

## Tiro
| Gara                         | Atleta        | Qualificazioni | Qualificazioni | Finale    | Finale       | Finale |
| Gara                         | Atleta        | Punteggio      | Pos.           | Punteggio | Punt. totale | Pos.   |
| ---------------------------- | ------------- | -------------- | -------------- | --------- | ------------ | ------ |
| Carabina 10 m aria compressa | Doron Egozi   | 587            | 41             |           |              |        |
| Carabina 50 m a terra        | Gil Simkovich | 592            | 22             |           |              |        |
| Carabina 50 m a terra        | Guy Starik    | 594            | 12             |           |              |        |
| Carabina 50 m tre posizioni  | Doron Egozi   | 1155           | 36             |           |              |        |
| Carabina 50 m tre posizioni  | Gil Simkovich | 1153           | 38             |           |              |        |

## Vela
| Gara                   | Atleta                      | Regata | Regata | Regata | Regata | Regata | Regata | Regata | Regata | Regata | Regata     | Regata | Punteggio | Pos. |
| Gara                   | Atleta                      | 1      | 2      | 3      | 4      | 5      | 6      | 7      | 8      | 9      | 10         | M      | Punteggio | Pos. |
| ---------------------- | --------------------------- | ------ | ------ | ------ | ------ | ------ | ------ | ------ | ------ | ------ | ---------- | ------ | --------- | ---- |
| Windsurf maschile      | Shahar Zubari               | 1      | 3      | 1      | 3      | 17     | 6      | 19     | 18     | 1      | 4          | 2      | 58        |      |
| Windsurf femminile     | Maayan Davidovich           | 13     | 9      | 20     | 9      | 13     | 14     | 16     | 4      | 9      | 10         | 7      | 111       | 10   |
| 470 maschile           | Udi Gal Gideon Kliger       | 13     | 16     | 13     | 14     | 30 BFD | 11     | 15     | 2      | 12     | 12         |        | 108       | 14   |
| 470 femminile          | Vered Buskila Nike Kornecki | 8      | 13     | 1      | 2      | 8      | 19     | 3      | 1      | 11     | 15         | 2      | 66        | 4    |
| Laser Radial femminile | Nufar Edelman               | 25     | 12     | 3      | 15     | 25     | 11     | 9      | 19     | 17     | cancellata |        | 111       | 16   |